# 財經演員
財經演員，簡稱「財演」，是香港股市對經常在電視台、電台、報章或雜誌曝光的財經分析員或股評人的貶稱，稱呼出自2002年初，信報前專欄作家、精電集團前行政總裁蔡東豪(筆名「原復生」)。

## 特徵
財經演員，是財經分析員或股評人挾着自己的知名度，或單靠外貌，以「專家」的身份示人，在未做足資料搜集便順口開河，好像演員演戲一樣，向散戶提供所謂「投資分析」，建議買入或沽出某隻股票。財經演員這「職業」通常會在股市暢旺時興起，為應付大眾需求，散戶都希望經常找股評人打救，傳媒便紛紛聘請股評人分析財經資訊。不過，因股評人質素多良莠不齊，間接欺騙不少散戶，令他們損失慘重。

## 香港分析員與外國分析員比較
現今經營環境複雜，公司間之聯繫、供應鏈的變化、管理層的質素與背景等因素皆影響投資決定。大部分外國的分析員都不會如香港分析員「行行都精通」，一個分析員在指定時間內只會專注於最多三、四門行業、埋首分析，不花心思在行業各個支節當中，是無法找出股票的價值，而香港財經演員在這生態下應運而生的職業。